# День традиційного костюма
День традиційного костюма (повна назва: День традиційного автентичного костюма) -  свято, яке з 2017 року відзначається в Україні у першу неділю вересня та має на меті відродження та популяризацію  традиції виготовлення та культури вжитку традиційного одягу в Україні. 

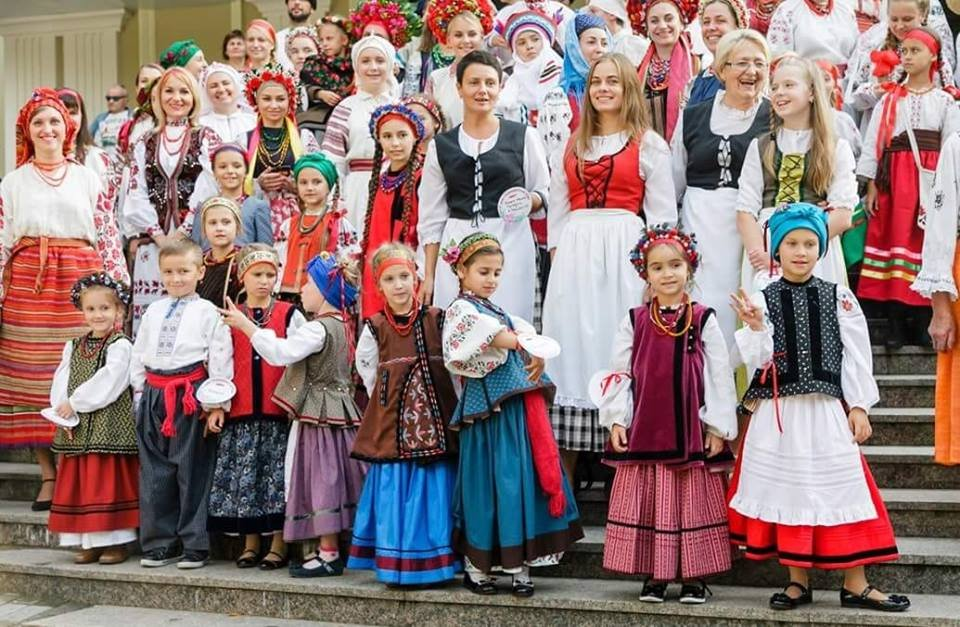
Святкування Дня традиційного костюма у Рівному

## Значення свята
Мета свята - сприяти збереженню національної ідентичності українців. Свято покликане розширити та удосконалити знання українців про власну культуру та історію, надати інформацію про все розмаїття українського національного вбрання. 
День традиційного костюма відповідає поширеній у світі тенденції щодо відзначення Днів національного одягу. Такі дні святкуються у Німеччині, Ірландії, Японії, Індії та інших країнах світу. 
Свято було започатковане, яка таке, що демонструвало все багатство традиційного автентичного костюма, його різновиди: одяг різних історичних епох, селянське та міське вбрання, костюми національних меншин в Україні.

## Історія
Свято ініційоване у 2017 році очільниками громадської організації "Центр дослідження та відродження Волині" Володимиром Дзьобаком та Михайлом Ходаківським та вперше було відзначено у Рівному.  
2017
Перше відзначення Дня традиційного костюма планувалось відзначати на Майдані Незалежності у м. Рівне, проте через погодні умови святкування було перенесене до Міського будинку культури у Рівному. Тут було продемонстровано технологію створення костюма, його елементів, а також численні взірці українського традиційного одягу різних історичних епох: періоду Козацької доби, часів Великого Князівства Литовського, селянський та міський одяг XIX-XX століть побутування. 
На святі були присутні майстри, реконструктори з різних регіонів України та численні гості. Загалом свято відвідали понад 1250 людей в українському національному одязі. Святкування проводилось за підтримки Українського Культурного Фонду "Центром дослідження та відродження Волині". Співорганізаторами свята виступили Національний центр народної культури «Музей Івана Гончара», компанія «ARTmodels».
2018
Святкування пройшло на двох локаціях: у Рівненському обласному краєзнавчому музеї, де гості свята змогли оглянути автентичні костюми, взяти участь у численних майстер-класах, відвідати виставкові інсталяції та фотозони; та у Міському будинку культури, де було представлене велике театралізоване дійство "Життя крізь одяг". 
В цьому ж році до відзначення свята доєдналось місто Стрий, де силами благодійного фонду "Рідня" було проведено заходи з нагоди Дня Традиційного Костюма. 
2019
Вперше святкування пройшло в етнопарку "Ладомирія" у м. Радивилів. Воно ознаменувало відкриття нового етнопростору та було відзначено започаткуванням проєкту "Майстерня етнобрендів", в рамках якого було створено 13 нових брендів етнічного одягу.  
Також в цьому році заходи з приводу Дня традиційного костюма були проведені у Стрию, Чигирині, Кам'янці. 
2020 - 2024
Основними резиденціями святкування Дня традиційного костюма залишаються Радивилів та Стрий, де щорічно проводяться відповідні заходи.